# Antoniew (Głowno)
Pour les articles homonymes, voir Antoniew.
Antoniew est une localité polonaise de la gmina de Głowno, située dans le powiat de Zgierz en voïvodie de Łódź.